# Dobbs Ferry
Dobbs Ferry ist ein Village im Westchester County im US-Bundesstaat New York und gehört zur Town of Greenburgh. Im Jahr 2010 hatte der Ort 10.875 Einwohner.

## Geographie
Dobbs Ferry hat nach den Angaben des United States Census Bureaus eine Fläche von 8,2 km². Davon entfallen 6,3 km² auf Land und 1,9 km² auf Gewässer. Dobbs Ferry liegt am Hudson River nahe New York City, westlich der Interstate 87. Der U.S. Highway 9 führt in Nord-Süd-Richtung als Broadway durch das Ortsgebiet.

## Geschichte
Der Ort wurde 1873 mit dem Namen Greenburgh gegründet und 1882 nach einer Fähre über den Hudson River umbenannt, die in den frühen 1700er Jahren von John Dobbs oder seinem Sohn William betrieben wurde. Die Fähre wurde bis ca. 1947 betrieben, Mitglieder der Familie Dobbs/Sneden waren bis ins 20. Jahrhundert darin involviert.

## National Register of Historic Places
Die Architektur des U.S. Post Office Dobbs Ferry ist für ein Postamt in New York ungewöhnlich detailliert. Es wurde deswegen 1988 in das National Register of Historic Places aufgenommen.

## Söhne und Töchter der Stadt
- Stuart Cutler (1896–1986), Brigadegeneral der United States Army
- Paul Fix (1901–1983), Theater-, Fernseh- und Filmschauspieler sowie Drehbuchautor
- Oswald Garrison Villard, Jr. (1916–2004), Elektroingenieur
- James Poe (1921–1980), Drehbuchautor
- John A. Wickham Jr. (1928–2024), General der US Army
- John William Ashe (1954–2016), UN-Funktionär und UN-Botschafter
- Mark Blount (* 1975), Basketballspieler
- Max Greenfield (* 1979), Schauspieler
- Mark Zuckerberg (* 1984), Gründer von Facebook